# 13307 Taralarsen
13307 Taralarsen è un asteroide della fascia principale. Scoperto nel 1998, presenta un'orbita caratterizzata da un semiasse maggiore pari a 3,0263409 au e da un'eccentricità di 0,0486080, inclinata di 2,59196° rispetto all'eclittica.